# Jesús María Segura
Pour les articles homonymes, voir Segura.
Segura  Zubieta est un nom espagnol. Le premier nom de famille, en général paternel, est Segura ; le second, en général maternel, souvent omis, est Zubieta.
Jesús María Segura Zubieta, né le 20 avril 1958 à Cirauqui,, est un coureur cycliste espagnol.

## Biographie
Chez les amateurs, Jesús María Segura remporte notamment le Memorial Valenciaga en 1978 et la Subida a Gorla en 1979. Il évolue ensuite au niveau professionnel avec l'équipe Reynolds. Son meilleur résultat est une troisième place sur une étape du Tour d'Aragon en 1981. Il termine également quatrième du Circuit de Getxo en 1980. 

## Palmarès
- 1978
  - Memorial Valenciaga
- 1979
  - Subida a Gorla
- 1982
  - Tour de la Bidassoa
  - Prueba Alsasua
  - 12e étape du Tour du Guatemala
  - 3e du Tour du Guatemala